# Mohamed Oufkir

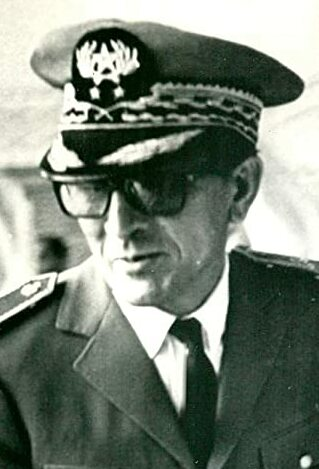
Mohamed Oufkir

Mohamed Oufkir (Arabisch: محمد أوفقير) (Aïn Chaïr, Meknès-Tafilalet, 1920 - Rabat, 16 augustus 1972) was een Marokkaanse generaal en minister.

## Biografie
Hij was vleugeladjudant van koning Mohammed V van Marokko. Onder koning Hassan II was hij directeur van de veiligheidsdienst, minister van Binnenlandse Zaken (1967-1971) en minister van Defensie (1971-1972). Hij onderdrukte protesten door politioneel en militair optreden. Hij wordt verantwoordelijk gehouden voor de verdwijning van Mehdi Ben Barka, een linkse antikolonialist. Hij werd voor diens dood bij verstek veroordeeld door een Franse rechtbank tot levenslange gevangenisstraf. Na de mislukte couppoging en moordaanslag op de koning van enkele generaals op 10 juli 1971, kreeg Oufkir van koning Hassan II ruime bevoegdheden om de rebellie de kop in te drukken. Oufkir liet negen officieren executeren en liet de Libische ambassadeur arresteren.
In 1972 probeerde hij zelf een coup te plegen door het vliegtuig van Hassan te laten beschieten door gevechtsvliegtuigen. De koning, op terugreis uit Parijs, overleefde deze aanslag echter. Volgens officiële berichtgevingen zou Oufkir hierop zelfmoord hebben gepleegd. Er zijn echter ook beweringen dat de koning Oufkir eigenhandig zou hebben doodgeschoten.

## Familie
Het gezin Oufkir werd naar een, toentertijd, geheime gevangenis in de Sahara verbannen. In 1991 na 19 jaar gevangenschap werd het gezin vrijgelaten als gevolg van Amerikaanse en Europese druk die op het regime werd uitgeoefend. Vijf jaar later vluchtte het gezin, ondanks strenge politiebewaking, naar Frankrijk.
Dochter Malika Oufkir schreef een boek over haar gevangenschap: De Gevangene (La prisonnière). In 2006 verscheen haar boek In Vrijheid, waarin zij vertelt over het opbouwen van haar nieuwe leven en alle moeilijkheden die ze hierin tegenkomt. Malika heeft een man en kinderen. Echtgenote en moeder Fatéma Oufkir schreef eveneens een boek (Les jardins du roi. Hassan II et moi, 2000; Nederlandse vertaling 2001: Geketend door een koning) over de gevangenschap in de 'Tuinen van de koning'.
- Bibliothèque nationale de France: cb13508410s (data)
- Gemeinsame Normdatei: 123249430
- International Standard Name Identifier: 0000 0003 8164 9970
- Library of Congress Control Number: n99042132
- Nationale Bibliotheek van Israël: 987007292057805171
- Système universitaire de documentation: 050271148
- Virtual International Authority File: 261864988
- WorldCat: E39PBJrKQjbcCKbt9Bmwy8C4v3